# シャビ・トーレス
シャビ・トーレス (Xavi Torres) こと、シャビエル・トーレス・ビゲス（Xavier Torres Buigues, 1986年11月21日 - ）は、スペイン・バレンシア州アリカンテ県ハベア/シャビア出身の元サッカー選手。現役時代のポジションはミッドフィールダー（センターハーフ）。

## 経歴

### クラブ
バレンシア州アリカンテ県ハベア/シャビアに生まれ、ビジャレアルCFなどふたつのクラブの下部組織に所属した。2006-07シーズンに地元のアリカンテCFからデビューし、セグンダ・ディビシオンB（3部）で37試合に出場して4得点を挙げた。
2007年夏にはFCバルセロナと契約し、その後の2シーズンのほとんどをFCバルセロナBで過ごした。2007-08シーズンはジョゼップ・グアルディオラ監督に率いられてテルセーラ・ディビシオン（4部）を席巻し、シーズン終了後にセグンダ・ディビシオンB（3部）昇格を果たした。すでに2008-09シーズンの優勝を決めた後の2009年5月17日、RCDマヨルカ戦 (1-2) でトップチームデビューした。
2009年6月12日、マラガCFと4年契約を結んだ。フリートランスファーのため移籍金は発生していない。8月30日、2009-10シーズン開幕戦のアトレティコ・マドリード戦の89分に移籍後初得点を挙げ、9月13日のデポルティーボ・ラ・コルーニャ戦では移籍後初めて先発出場して84分間プレーした。その後はあまり出場機会が得られず、2009-10シーズンは11試合の出場にとどまっている。
2010年7月7日、プリメーラ・ディビシオンに昇格したばかりのレバンテUDにレンタル移籍し、8月28日のセビージャFC戦(1-4)でデビューした。12月上旬にはイングランド・プレミアリーグのエヴァートンFCからの関心が報道されたが、移籍は実現していない。2010-11シーズンはチームトップタイの35試合に出場し、プリメーラ・ディビシオン残留に貢献した。
2012年8月1日、ヘタフェCFと4年契約を結んだが、翌年8月には150万ユーロでレアル・ベティスに移籍し、4年契約を結んだ。2013年12月12日、UEFAヨーロッパリーグ・グループリーグ最終節、HNKリエカ戦で左足アキレス腱を断裂し、長期離脱する事となった。
2013年8月7日、レアル・ベティスへ移籍。
2016年8月17日、スポルティング・デ・ヒホンへ移籍。
2020年9月14日、セグンダ・ディビシオンのCDルーゴと1年契約を結んだ。

## 個人成績
2010年6月20日時点
| クラブ      | シーズン | 国内リーグ | 国内リーグ | 国内カップ | 国内カップ | 欧州カップ | 欧州カップ | 通算 | 通算 |
| クラブ      | シーズン | 出場       | 得点       | 出場       | 得点       | 出場       | 得点       | 出場 | 得点 |
| ----------- | -------- | ---------- | ---------- | ---------- | ---------- | ---------- | ---------- | ---- | ---- |
| アリカンテ  | 2006-07  | 37         | 4          | 1          | 0          | -          | -          | 38   | 4    |
| アリカンテ  | 通算     | 37         | 4          | 1          | 0          | -          | -          | 38   | 4    |
| バルセロナB | 2007-08  | 33         | 4          | -          | -          | -          | -          | 33   | 4    |
| バルセロナB | 2008-09  | 26         | 1          | -          | -          | -          | -          | 26   | 1    |
| バルセロナB | 通算     | 59         | 5          | -          | -          | -          | -          | 59   | 5    |
| バルセロナ  | 2008-09  | 2          | 0          | 0          | 0          | 0          | 0          | 2    | 0    |
| バルセロナ  | 通算     | 2          | 0          | 0          | 0          | 0          | 0          | 2    | 0    |
| マラガ      | 2009-10  | 11         | 1          | 4          | 0          | -          | -          | 15   | 1    |
| マラガ      | 通算     | 11         | 1          | 4          | 0          | -          | -          | 15   | 1    |
| レバンテ    | 2010-11  | 35         | 0          | 3          | 0          | -          | -          | 38   | 0    |
| レバンテ    | 2011-12  | 31         | 5          | 3          | 0          | -          | -          | 34   | 5    |
| レバンテ    | 通算     | 66         | 5          | 6          | 0          | -          | -          | 72   | 5    |
| 通算        | 通算     | 174        | 15         | 11         | 0          | 0          | 0          | 185  | 15   |

## タイトル
FCバルセロナ
- リーガ・エスパニョーラ : (1) 2008-09
- コパ・デル・レイ : (1) 2008-09
- UEFAチャンピオンズリーグ : (1) 2008-09

レアル・ベティス
- セグンダ・ディビシオン : (1) 2014-15

アル・アラビ・クウェート
- アミールカップ : (1) 2019-20